# A feje tetejére állt a világ (Bűbájos boszorkák)

## Cselekmény
Christy folyamatosan próbálja meggyőzni Billiet, hogy a bűbájosok gonoszak, ezért segítséget kap a régi képzeletbeli barátjuktól. Mint kiderül, Christyt is csak becsapták, és az igazi szándék az összes boszorka elpusztítása.
Eközben a lányok úgy döntenek, hogy a koboldokkal derítik fel a terepet, ám ez rosszul sül el. Az apró lények és Billie is elfogadja, hogy a bűbájosok önző módon kockáztatták a koboldok életét.
Amikor ezt Paige megtudja, elmegy utánuk, és meg akarja győzni őket, hogy a közelgő harcokat együtt kell megvívni. Éppen ekkor a "képzeletbeli barát" átkot bocsát a nővérekre, amik egyszer már sújtották őket. Paige hirtelen magával kezd el foglalkozni, és magára hagyja a törpéket. Phoebe Cupidónak meséli, hogy el kell mennie, amikor egyszerre csak rátör a bujaság bűne. Piper ismét tisztaság mániás lesz, ezért nem foglalkozik a tündérrel a házban, felelőtlensége miatt a kis lényt egy démon elpusztítja.
Bár később elmúlik a bűnvihar, a mágikus lények már nem bíznak meg bennük, így kénytelenek az árnyak könyvével az alvilágba teleportálni magukat.